# Церковь Рождества Девы Марии (Браслав)
Базилика Рождества Пресвятой Девы Марии (бел. Базыліка Нараджэння Найсвяцейшай Дзевы Марыі) — католический храм  в Браславе (Белоруссия). Относится к браславскому деканату Витебского диоцеза. Памятник архитектуры, построен в 1824 году, перестроен в неороманском стиле и расширен в 1897 году. Храм включён в Государственный список историко-культурных ценностей  Белоруссии. Расположен по адресу: ул. Советская, д.1.

## История

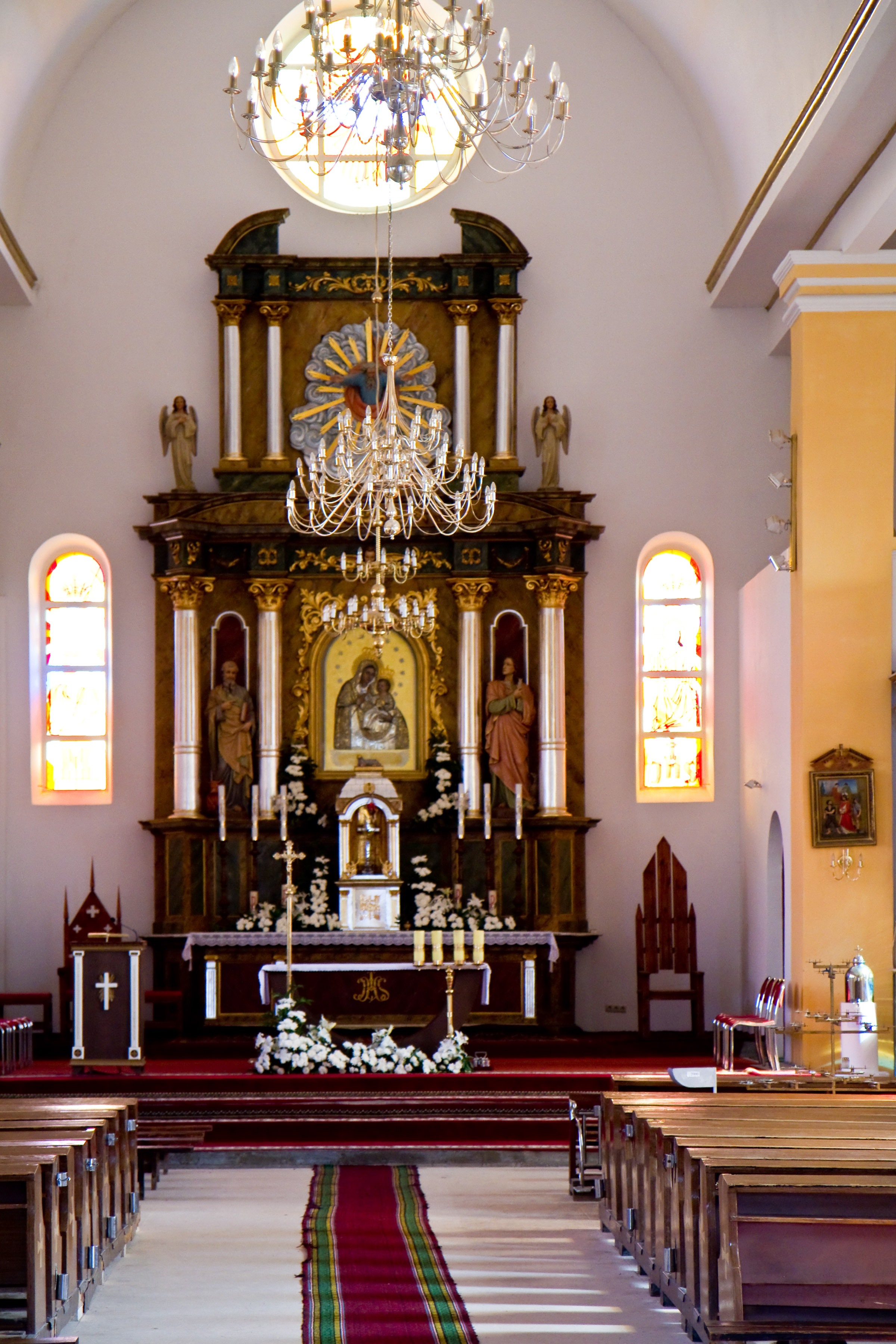
Алтарь и икона Божией Матери Браславской

Первые упоминания о католическом храме на Замковой горе в Браславе относятся к XV веку. С этого времени деревянный храм неоднократно разрушался во время пожаров и военных действий, и всякий раз заново отстраивался. В 1794 году в ходе подавления восстания Костюшко деревянная церковь была в очередной раз сожжена дотла российской армией. В 1824 году завершилось строительство новой, каменной церкви, но поскольку к концу XIX века она перестала вмещать всех прихожан (в 1879 году в Браславе жило более 16 тысяч католиков), было принято решение о перестройке церкви в более вместительную. Новая церковь в неороманском стиле была освящена в 1897 году в честь Рождества Девы Марии.
Во время гитлеровской оккупации Браслава настоятель церкви Мечислав Акрейц был расстрелян нацистами за оказание помощи евреям. В 1950 году храм был закрыт и отдан под зернохранилище, но уже через два года верующие добились возвращения здания церкви приходу.
17 августа 2024 года храму был присвоен почетный статус малой базилики.

## Архитектура

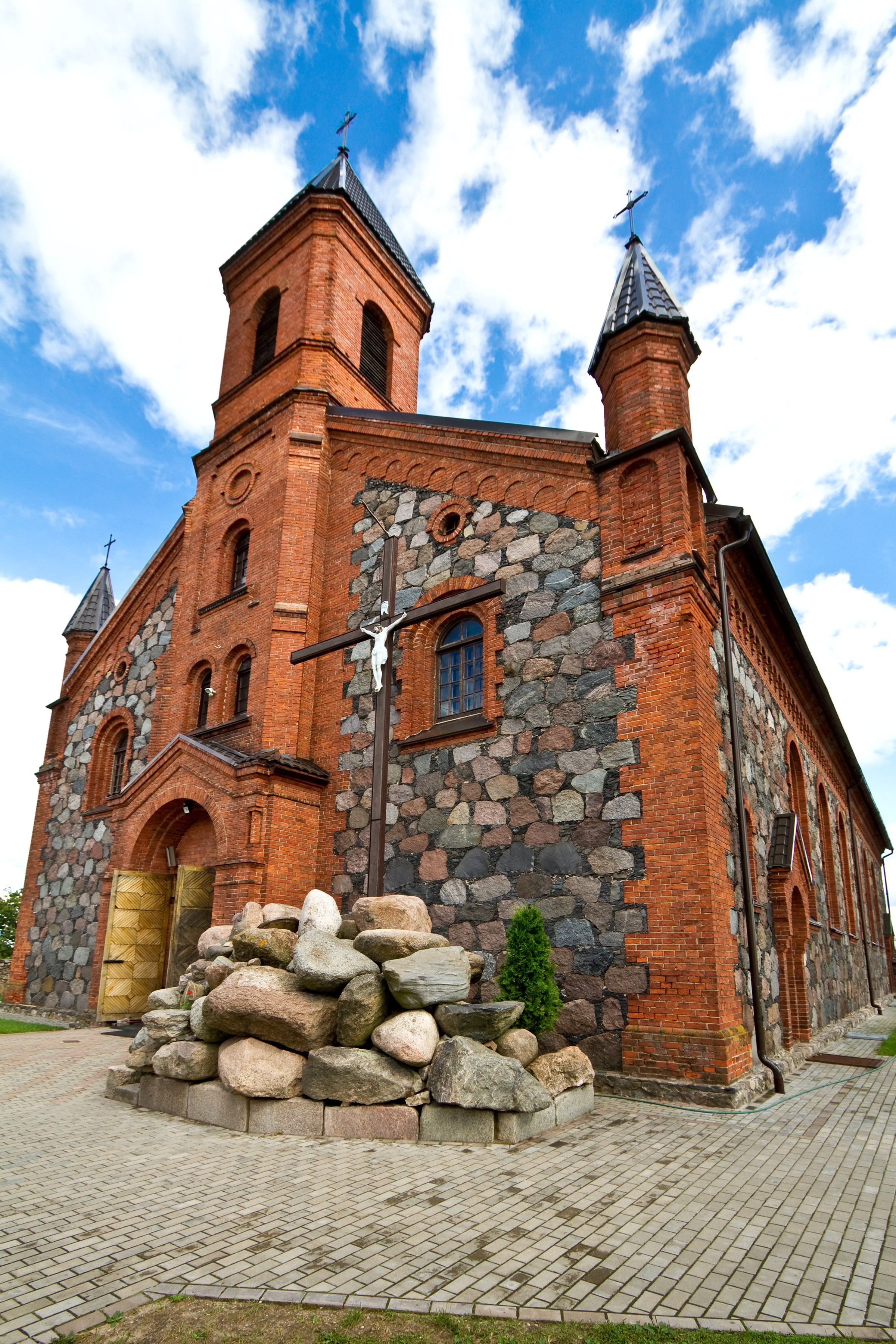

Церковь Рождества Пресвятой Девы Марии в Браславе — памятник архитектуры неороманского стиля. Прямоугольная в плане церковь накрыта двухскатной крышей. Силуэт главного фасада формируют угловые пинакли со шпилями и выдвинутая вперед ярусная шатровая башня-колокольня, к которой ведет выложенная из крупных известняковых блоков лестница. Стены декорированы с помощью т. н. «браславской мозаики» (узоры из колотого бутового камня на известковом растворе).
Центральное место на алтаре занимает икона Божией Матери Браславской, почитаемая верующими чудотворной. Икона Девы Марии Браславской также известна как «Царица озёр», поскольку почитается покровительницей Браславских озёр и всего Браславского края.